# Йон Хиоски
Йон Хиоски (на старогръцки: Ἴων ὁ Χῖος; Ion; * 490 пр.н.е., остров Хиос; † 423/422 пр.н.е. или 422/421 пр.н.е.) е гръцки поет, драматург и историк.

## Биография
Името си получава по Йон, който според гръцката митология бил прародител на Йонийците. На около 15 години баща му го изпраща да учи в Атина и там е приет в дома на Кимон. Запознава се лично с водещите личности (политиците Кимон, Темистокъл, Перикъл, с философа Сократ и с Есхил и Софокъл).
С Еврипид той се състезава литературно през 429 пр.н.е. при Дионисиите, фестивалните игри в чест на Бог Дионис, и получава трето място. Следващата година печели състезанието и черпи жителите на Атина с около 20 000 чаши вино от родината си Хиос.
От произведенията му са запазени само фрагменти от дитирамби и лирически песни, комедии, епиграми, химни и елегии.